# 卞華
卞 華（べん か、生没年不詳）は、南朝斉から梁にかけての官僚・儒学者。字は昭丘、あるいは昭岳。本貫は済陰郡冤句県。東晋の卞壼の末裔にあたる。

## 経歴
給事中の卞倫之の子として生まれた。幼くして父を失い、貧苦にありながら学問を好んだ。14歳のとき国子生として召し出され、『周易』に通じるようになった。成長すると、五経を全て習得し、明山賓や賀瑒と友情を結んだ。
斉の豫章王侍郎を初任とし、奉朝請・征西行参軍を歴任した。梁の天監初年、臨川王蕭宏の下で参軍事をつとめ、国子助教を兼ねた。後に安成王蕭秀の下に転じて功曹参軍となり、五経博士を兼ね、生徒を集めて教授した。卞華は書物を広く渉猟し、弁舌は機知に富み、経典の解説が理詰めであることは、当時に冠絶していた。また晋の南渡以来、鐘律の学問は絶えていたが、卞華はこれに通じていた。官は尚書儀曹郎に転じ、呉県県令として出向し、死去した。

## 伝記資料
- 『梁書』巻48 列伝第42
- 『南史』巻71 列伝第61